# 吴宗慈故居
吴宗慈故居，位于中国江西省抚州市南丰县县城琴城镇老城区转角巷，为历史学家、方志学家吴宗慈（1879-1951）的故居。吴宗慈生于北京，3岁丧父后随母返乡居此，1897年中举人，宣统二年（1910年）殿试，名列文科第二。

## 保护
吴宗慈故居为南丰县文物保护单位，编号361023-5-3-015。